# Chùa Ngọc Hoàng
Chùa Ngọc Hoàng là tên thường gọi của Điện Ngọc Hoàng, tên chữ là Phước Hải Tự (người Pháp thì gọi là chùa Đa Kao); hiện tọa lạc tại số 73 đường Mai Thị Lựu, phường Đa Kao, quận 1, Thành phố Hồ Chí Minh, Việt Nam.

## Lịch sử

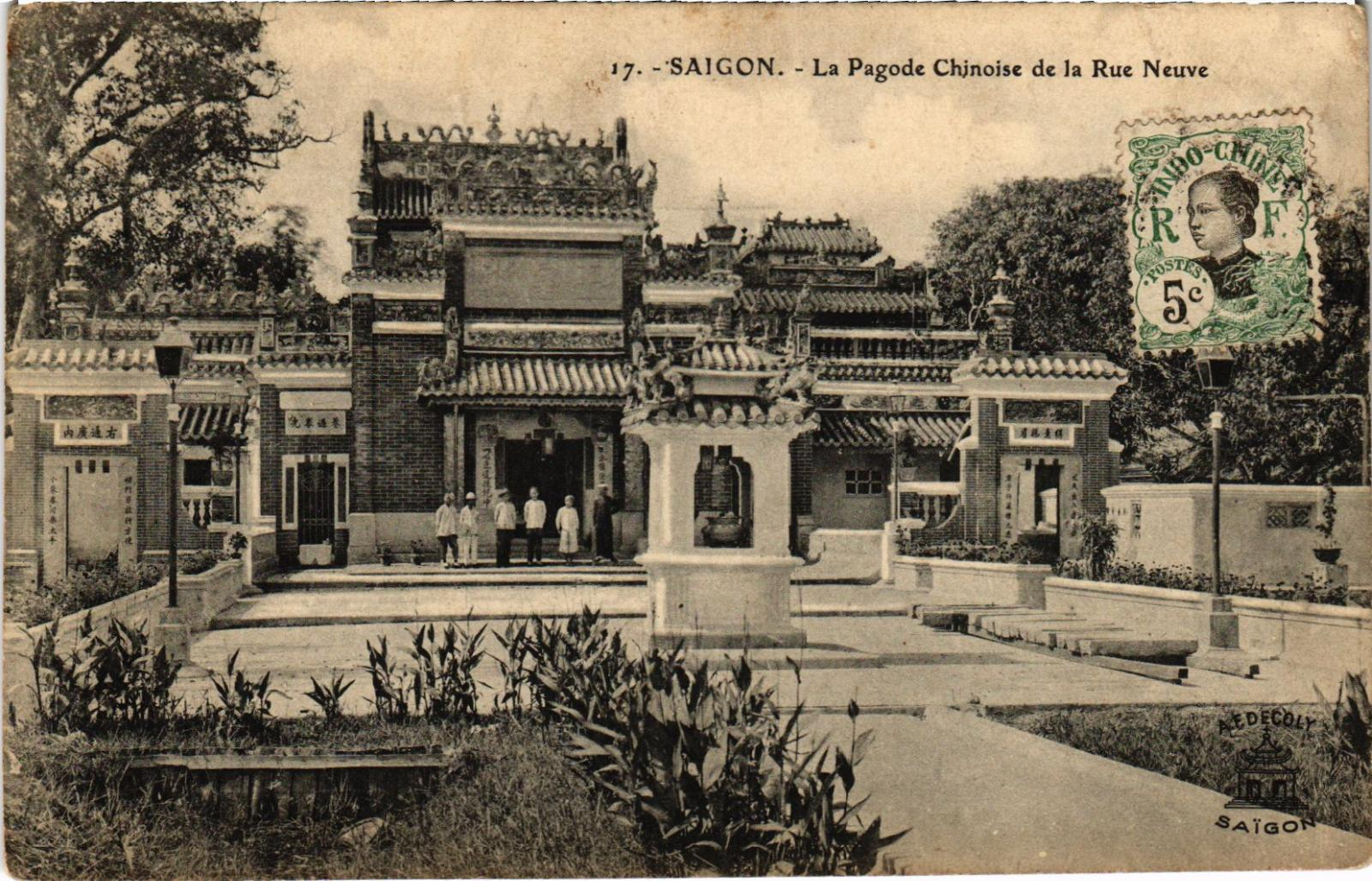
Điện Ngọc Hoàng trên một tấm bưu thiếp thời Pháp thuộc

Ngôi chùa vốn là điện thờ Ngọc Hoàng Thượng đế do một người tên Lưu Minh (pháp danh là Lưu Đạo Nguyên, người Quảng Đông, Trung Quốc) xây dựng vào khoảng đầu thế kỷ 20 . Theo học giả Vương Hồng Sển, thì Lưu Minh là người "ăn chay ròng, giữ đạo Minh Sư, lập chí quyết lật đổ nhà Mãn Thanh, xuất tiền tạo lập chùa vừa để thờ phượng vừa để làm nơi hội kín"... 
Năm 1982, Hòa thượng Thích Vĩnh Khương đến tiếp quản điện thờ. Kể từ đó điện thờ này thuộc về Giáo hội Phật giáo Việt Nam. Đến năm 1984, thì điện Ngọc Hoàng được đổi tên là "Phước Hải Tự".

## Kiến trúc và thờ phụng

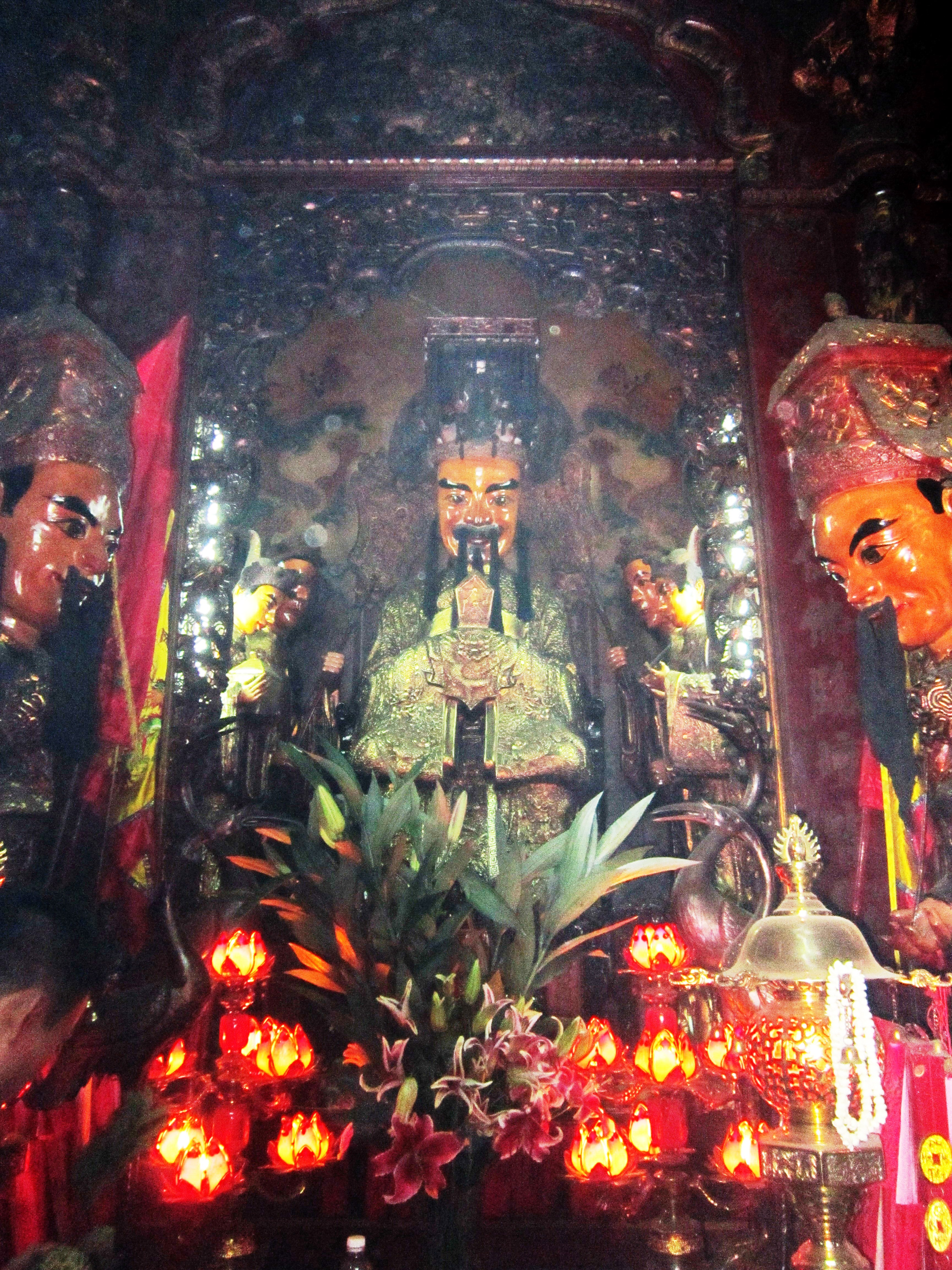
Tượng Ngọc Hoàng thượng đế bằng gỗ

Chùa Ngọc Hoàng là một ngôi chùa cổ, làm theo kiểu đền chùa Trung Hoa với mô típ trang trí rực rỡ. Chùa xây gạch, mái lợp ngói âm dương, trang trí bờ nóc, góc mái bằng nhiều tượng gốm màu. Trong chùa có nhiều tác phẩm nghệ thuật: tranh thờ, tượng thờ, bao lam, liễn đối, hương án... bằng các chất liệu: gỗ, gốm, giấy bồi.
Khuôn viên chùa rộng khoảng 2.300 m2. Phía trước có ngôi miếu nhỏ đặt tượng Hộ pháp. Cổng tam quan nổi bật với những đường nét uốn lượn hình sóng nước của hai con rồng theo tư thế "tranh châu".

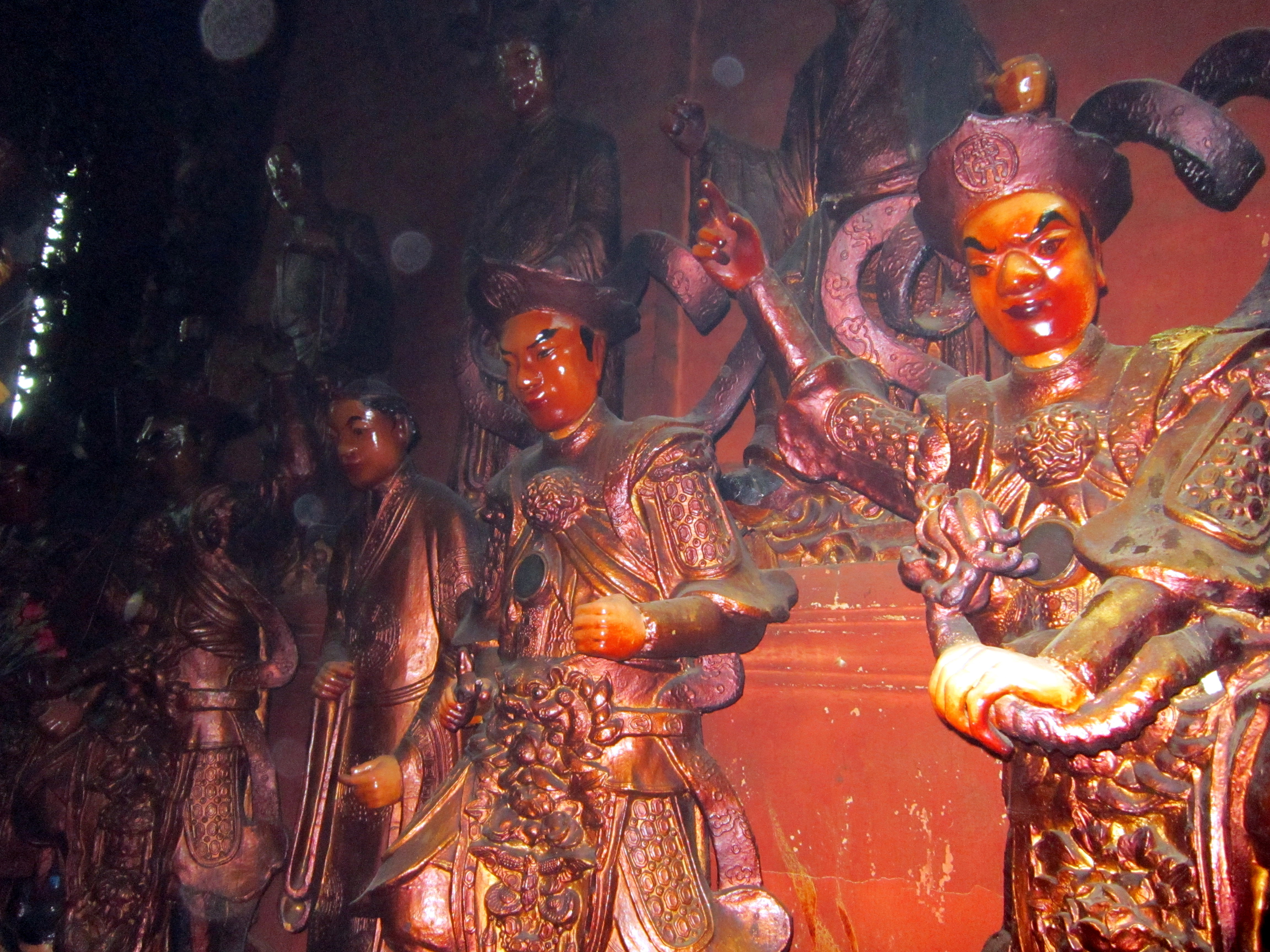
Tượng các thiên tướng bằng gỗ

Chính điện thờ Ngọc Hoàng Thượng đế, Huyền Thiên Bắc Đế với các thiên binh, thiên tướng. Có phối thờ Quan Thế Âm Bồ Tát, Đại Thế Chí Bồ Tát và một số thần linh quen thuộc trong tín ngưỡng của người Hoa như: thần Thiên Lôi, thần Môn Quan (thần giữ cửa), thần Thổ Địa (thần đất đai), thần Táo Quân (thần lò bếp), thần Hà Bá (thần sông nước), Văn Xương và thần Lã Động Tân (thần văn chương), Thái Tuế (sao giải hạn), Lỗ Ban (thầy dạy nghề), Nữ Oa Thánh Mẫu, 12 bà mụ, 13 đức thầy , v.v... Ngoài ra, chùa còn thờ thần Thành hoàng...Nhìn chung, các pho tượng thờ trong điện thờ đều là những tác phẩm điêu khắc gỗ đẹp.
Hàng ngày khách trong và ngoài nước đến chiêm bái chùa rất đông. Lễ hội lớn nhất là Vía Ngọc Hoàng diễn ra ngày 9 tháng Giêng (âm lịch) hàng năm, tương truyền là ngày sinh của Ngọc Hoàng Thượng đế. Ngày 15 tháng 10 năm 1994, chùa Ngọc Hoàng được công nhận là một di tích kiến trúc nghệ thuật cấp quốc gia.

## Khách nổi tiếng
Chiều ngày 24/05/2016, Tổng thống Hợp chúng quốc Hoa Kỳ Barack Obama đã đến thăm chùa Ngọc Hoàng trong chuyến thăm chính thức Việt Nam của ông.